# Cerni Breag, Tărgoviște
Cerni Breag (în bulgară Черни Бряг) este un sat în comuna Antonovo, regiunea Tărgoviște,  Bulgaria. 

## Demografie
Componența etnică a satului Cerni Breag
     Bulgari (95,65%)
     Romi (3,47%)
     Nicio identificare (0,86%)
     Altele (0%)
La recensământul din 2011, populația satului Cerni Breag era de 115 locuitori. Din punct de vedere etnic, majoritatea locuitorilor (95,65%) erau bulgari, cu o minoritate de romi (3,47%). Pentru 0,86% din locuitori nu este cunoscută apartenența etnică.